# Eyüp Arın
Eyüp Arın (* 19. Juni 1962 in Adana) ist ein ehemaliger türkischer Fußballspieler und heutiger Trainer. Wegen seiner langjährigen Tätigkeit für Adanaspor wird er sehr stark mit diesem Verein assoziiert.

## Spielerkarriere
Die Anfänge von Arıns Spielerkarriere sind weitestgehend undokumentiert. Als erste belegte Tätigkeit spielte er in der Saison 1983/84 beim Zweitligisten Mardinspor. Hier spielte er bis zum Sommer 1985 und wechselte dann innerhalb der 2. Lig zu Adanaspor, dem Verein seiner Heimatstadt Adana. Auch hier spielte er zwei Spielzeiten lang und zog zum Drittligisten Tarsus İdman Yurdu weiter. Nach zwei Jahren für diesen Verein spielte er dann nacheinander für die Vereine Batman Belediyespor und Niğdespor und beendete im Sommer 1994 seine Karriere.

## Trainerkarriere
Ein Jahr nach dem Ende seiner Spielerkarriere begann Arın bei Adanaspor als Nachwuchstrainer zu arbeiten. Hier arbeitete er bis zum Sommer 2015 hin als Nachwuchstrainer und übernahm hier unterschiedliche Jugendmannschaften und Tätigkeiten. Zwischenzeitlich wurde er immer wieder als Interimstrainer für die Profimannschaft des Vereins eingesetzt. So übernahm er Mitte April 2015 die stark abstiegsbedrohte Profimannschaft und erreichte mit ihr den Klassenerhalt. Am Saisonende beschloss die Klubführung, in der nächsten Saison mit Arın als ordentlichem Cheftrainer weiterzumachen. Arın gab nach dem 11. Spieltag seinen Rücktritt bekannt und begründete diesen mit den großen Meinungsverschiedenheiten innerhalb des Vereins. Auf ihn folgte Engin İpekoğlu als neuer Cheftrainer.
Nachdem İpekoğlu nach der Zweitligameisterschaft und damit verbunden mit dem Aufstieg in die Süper Lig sein Amt zwei Tage vor dem Start der Saison 2016/17 sein Amt niedergelegt hatte, übernahm Arın interimsweise erneut das Amt des Cheftrainers. Nach dem zweiten Spieltag übergab er sein Amt dem neuen Cheftrainer Krunoslav Jurčić. Er selbst kehrte zu seiner vorherigen Tätigkeit des Nachwuchstrainers zurück. Da Jurčić im Dezember 2016 entlassen wurde, sprang Arın erneut als interimer Cheftrainer ein und betreute den Verein die letzten drei Spieltage vor der Winterpause. Anschließend übergab er dieses Amt dem neuen Cheftrainer Levent Şahin. Da Şahin im April 2017 von seinem Amt zurücktrat, übernahm Arın zum dritten Mal in der Saison 2016/17 das Amt des Cheftrainers und betreute die Mannschaft bis zum Saisonende.